# Визвольний шлях
«Визвольний шлях» («ВШ») — український суспільно-політичний, літературний і науковий часопис-місячник. Заснований у Лондоні в 1948, упродовж першого періоду існування часопису видавався на циклостилі — та виключно для членів ОУН. Одночасно з тим, як це видання стало офіціозом Проводу ОУН (р), його було переведено на типографський друк, а формат видання з 1954 змінено на книжковий. Проте емблема часопису, виконана художником-графіком Робертом Лісовським, упродовж усього часу його існування лишалася незмінною. З 1951 року видавцем часопису була Українська видавнича спілка.

## Зміст «Визвольного шляху»
У часописі публікувалися й публікуються як ідеологічні матеріали (праці Дмитра Донцова, Ярослава Стецька, Степана Бандери та інших), так і наукові дослідження (переважно — з історії та літературознавства), а також художні твори (слід особливо відзначити роль цього видання в популяризації творів шістдесятників в емігрантському середовищі тоді, коли їх неможливо було видавати в Україні).
Часопис друкував статті на такі теми як міжнародна політика, політика й економіка УРСР, історія ОУН та Української повстанської армії. На його сторінках друкувалися матеріали з історії та археології України, літератури, музико- та мистецтвознавства, проза й поезія авторів-емігрантів та членів підпілля ОУН, переклади творів художньої літератури, спогади істориків та політичних діячів, передруки творів української радянської літератури періоду Розстріляного відродження та «шістдесятників», література самвидаву та політичні документи, огляди книжок, новини й аналітика щодо діяльності націоналістичної опозиції в Україні, хроніка з життя як на еміграції, так і в УРСР. Журнал містив статті на ідеологічні, історичні, культурні, церковні та інші теми, документи пов'язані з правозахисним рухом в радянській Україні, українську художню літературу, переклади творів іноземної літератури, літературну критику тощо.

## Редакція «Визвольного шляху»
З самих початків у редакційну колегію часопису входили: П. Олійниченко, Р. Борковський, І. Ратушний, та В. Василенко. Відповідальний редактор з 1948, а від 1955—1977 головний редактор — Григорій Драбат. Його заступив Степан Галамай, а з 1979 — редакційна колегія, яку очолював І. Дмитрів. Між роками 1950—60 служили за літредакторів Леонід Полтава і Володимир Державин. Серед кореспондентів часопису були публіцисти, письменники та науковці — здебільша прихильники бандерівського руху.
У 1995 створено київську філію редакції «ВШ», а 2004 редакцію журналу остаточно перенесено до Києва (дизайн часопису при цьому радикально змінено, хоча його видавничий знак роботи Р. Лісовського збережено), як і редакцію газети ОУН-б «Шлях перемоги».
З 2007 року співвидавцем часопису стала Києво-Могилянська академія.
У 2009 році журнал перестав видаватися. В останній період переважали наукові публікації, хоча були й матеріали опозиційного політичного спрямування. Останнє число (1-3) вийшло у 2009 р..